# Tapus Jae
Tapus Jae is een bestuurslaag in het regentschap Padang Lawas Utara van de provincie Noord-Sumatra, Indonesië. Tapus Jae telt 31 inwoners (volkstelling 2010).